# 郑大卫
鄭大衛（英語：David Cheng Dai Wai，1968年12月—），政治立場愛國，是香港在1970年代中期到1980年代初期的童星，屬於當年的「飛機仔」一代，即當時兒童節目《跳飛機》的兒童主持之一。但當年他除了在兒童節目出現之外，也時常在無線的電視劇裡客串演出。而他與姊姊鄭麗麗亦是當年的一班飛機仔當中知名度較高的一位。
根據2007年香港《蘋果日報》訪問黃汝燊，鄭大衛的一家人後來於1980年代因為移居美國而息影。他早年在何文田愛民邨生活，曾就讀中華基督教會協和小學。
雖然鄭氏非常嚮往於英美等西方國家居住，但他卻經常表現出一顆愛中國心而受爭議，亦即"身體最誠實"的一些既得利益者。他不只一次於公開場合表述香港主權移交是因為中國愛香港而發生，也認為時下年青人沒有希望。故被人認為其不學無術，知識匱乏。

## 作品列表

### 電視劇
- 《民間傳奇之香羅帶》（1975年）
- 《少年十五二十時》（1976年）
- 《江湖小子》（1976年）
- 《狂潮》（1976年）
- 《甜姐兒》（1976年）
- 《陸小鳳之決戰前後》（1977年）
- 《父子樂》（1978年）
- 《奮鬥》（1978年）
- 《師姐出馬》（1978年）
- 《貼錯門神》（1979年）
- 《吾家十八口》（1979年）
- 《女人三十：水仙》（1979年）
- 《難兄難弟》（1979年）
- 《老洞》（1983年）

### 電視節目
- 《跳飛機》
- 《歡樂今宵》
- 《點只咁簡單》（1977年）

### 電影
- 《捉鼠記》（1974）
- 《小山東到香港》（1975）
- 《醒目雙星香港淘金記》（1975）
- 《香港超人大破摧花黨》（1975）
- 《花飛滿城春》（1975)
- 《阿茂正傳》（1976）
- 《未了緣》（1976）
- 《你係得嘅》（1976年[4]，與沈殿霞、李香琴[5]、徐小明[6]、江毅[7]、嚴秋華、李樹佳、劉麗斯、鄭麗麗[8]等合演）
- 《大鄉里與掃街添》（1976年，與李添勝、譚炳文、李香琴、沈殿霞合演[9]）
- 《撈家撈女撈上撈》（1978）
- 《師弟出馬》（1980）
- 《財神到》（1981）

## 外部連結
- 郑大卫先生曾参与的电影演出 （页面存档备份，存于）
- 郑大卫在香港影庫上的簡介